# Cultivar di olivo

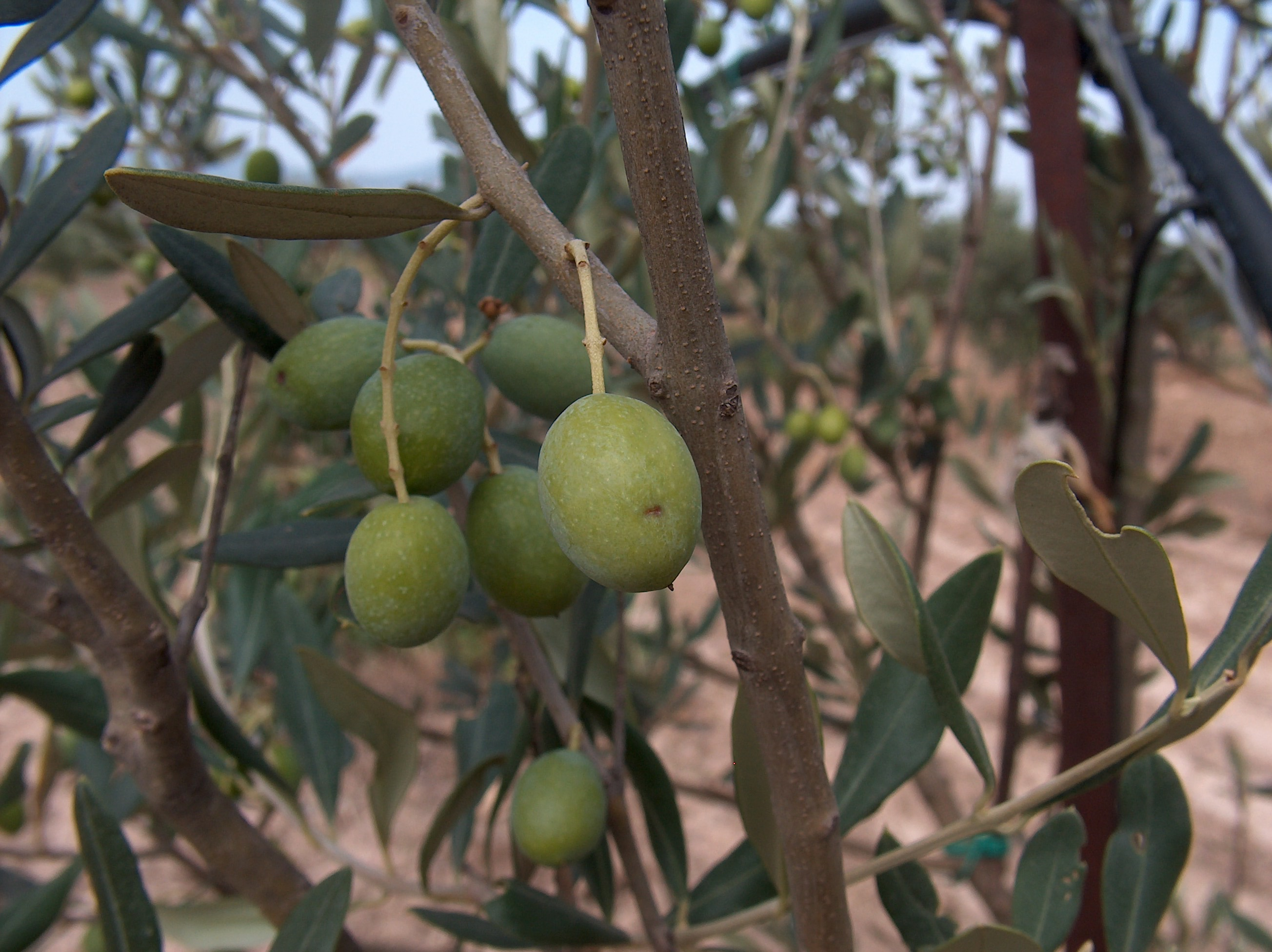
Olive non mature di Cultivar Bosana

Le cultivar di olivo sono le varietà coltivate di olivo.
Pur essendo conosciuto fin dall'antichità, è sempre stato considerato, contrariamente alla vite, una coltura marginale in grado di offrire una produzione anche in condizioni difficili, pertanto degna di poche cure. Il panorama varietale dell'olivicoltura è un settore di studio in piena evoluzione.
Nelle zone ad alta vocazione olivicola l'ulivo è stato propagato da secoli utilizzando l'innesto sull'olivastro o su semenzali nati spontaneamente o mettendo a dimora piante ottenute dagli ovoli della ceppaia, impiegando nella generalità dei casi materiale di propagazione di provenienza locale e probabilmente ottenuto da una lenta selezione massale. Questa tradizione ha creato un grande patrimonio genetico costituito da un numero imprecisato di ecotipi, cioè di tipi genetici strettamente associati a un'area geografica. La selezione all'interno degli ecotipi ha portato alla costituzione di vere e proprie cultivar che, nella generalità dei casi, mantengono ancora un'identità strettamente associata a un territorio (comprensorio, provincia, regione). Sono poche le cultivar che hanno una diffusione su areali più vasti, grazie soprattutto a una notevole crescita del settore vivaistico in olivicoltura a partire dagli anni 1970.
Per questi motivi le conoscenze relative al patrimonio genetico in olivicoltura sono ancora polverizzate, al punto che una stessa cultivar può avere talvolta denominazioni diverse secondo la provincia o il comprensorio.

## Criteri di classificazione
Il principale criterio di classificazione delle cultivar di olivo è la trasformazione a cui sono destinate le olive:
- Cultivar da olio.
Sono destinate prevalentemente all'estrazione dell'olio di oliva per vari motivi, spesso concomitanti: pezzatura piccola, difficoltà di raccolta, ampia diffusione, buona resa in olio, condizioni socioeconomiche sfavorevoli alla brucatura, sensibilità ad alcune avversità che deturpano l'oliva, ecc. (Un olio ottenuto da una singola varietà di olive si definisce "Monocultivar", cui si contrappone l'olio "blend", prodotto mescolando oli ricavati da olive di diverse cultivar[2]).
- Cultivar da mensa.
Sono destinate quasi esclusivamente alla trasformazione in oliva da mensa, anche in questo caso per motivi diversi: grande pezzatura, facilità di raccolta con la brucatura, limitata vocazione elaiotecnica del comprensorio, resistenza della drupa alle manipolazioni, bassa resa in olio, ecc.
- Cultivar a duplice attitudine.
Sono generalmente destinate all'estrazione dell'olio di oliva, ma per la pezzatura media e per altri motivi contingenti si prestano anche a essere trasformate in olive da mensa, perciò una parte della produzione, in genere quella qualitativamente migliore (pezzatura ed estetica) è destinata all'oliva da mensa.

## Parametri d'identificazione
Rispetto ad altre specie arboree da frutto, l'olivo manifesta una spiccata omogeneità morfologica e comportamentale, perciò il riconoscimento di una cultivar è spesso strettamente legato all'esperienza diretta degli olivicoltori e dei frantoiani. Questa conoscenza può essere falsata dal comportamento di una cultivar in un determinato territorio, per cui lievi differenze possono portare a identificare un ecotipo con una cultivar. Nonostante questo è possibile caratterizzare le cultivar in funzione di vari caratteri morfologici e fenologici. Gli studi scientifici nel settore si occupano inoltre di queste problematiche mediante ricerche specifiche sulle relazioni filogenetiche fra gli ecotipi.

## Caratteri morfologici
I principali caratteri morfologici che si possono prendere in considerazione sono l'intera pianta, la foglia, la drupa.

### Albero
I caratteri più significativi sono la vigoria e il portamento. La "vigoria" si apprezza con la velocità di accrescimento e con il grado di sviluppo che raggiunge l'albero nel suo complesso. Il "portamento" si apprezza facilmente osservando la direzione in cui si sviluppa prevalentemente la vegetazione. Le cultivar "assurgenti" formano una ramificazione eretta con chioma globosa che tende a sfilare verso l'alto. Le cultivar "espanse" formano una ramificazione patente e rigida con chioma espansa prevalentemente in senso orizzontale. Le cultivar "pendule" hanno un portamento ingentilito dalla ramificazione patente e pendula, con chioma che tende a ricadere verso il basso nella parte più esterna.

### Foglia
Sono diversi gli elementi di caratterizzazione delle foglie. Quelli più evidenti sono la forma della lamina (lanceolata, ellittico-lanceolata, ellittica) e la sua lunghezza. Da questi derivano altri caratteri quali la larghezza e la superficie. Altri elementi di caratterizzazione sono il colore delle foglie, la forma dell'apice, la curvatura del margine, ecc.

### Drupa
La drupa presenta molteplici caratteri morfologici che, purché presi nell'insieme, concorrono a identificare una cultivar. I più evidenti sono i seguenti:
- Peso:
Alcune cultivar hanno pesi molto elevati, superiori ai 6 g, altre pesi molto bassi, inferiori a 2 g. In generale il peso tende a identificarsi con la pezzatura. Questo carattere influisce in modo particolare sulla destinazione dell'oliva.
- Rapporto polpa-nocciolo:
È un altro carattere fondamentale per la destinazione dell'oliva. Le cultivar da mensa hanno in generale grande pezzatura e seme piccolo perciò hanno elevati valori di questo parametro (almeno 5). Le cultivar poco adatte all'utilizzazione come olive da tavola hanno invece valori piuttosto bassi (inferiore 4).
- Forma:
Alcune cultivar producono drupe sferiche (comunemente chiamate tonde), altre ovoidali, altre ancora formano drupe allungate. Della forma è importante anche il grado di asimmetria, il profilo dell'apice e della base, la presenza o meno dell'umbone all'apice.
- Colore:
Le cultivar si possono distinguere in base al colore a completa maturazione (rosso, violaceo, nero), alla dinamica dell'invaiatura (dall'apice, uniforme, dalla base) e, sulle drupe verdi, in base alla presenza delle lenticelle.

## Caratteri fenologici
Fra i caratteri fenologici ha risalto la precocità delle fasi fondamentali (mignolatura, fioritura, maturazione). Essendo questo carattere strettamente legato anche alla regione, la precocità si può esprimere solo in termini relativi, facendo riferimento a un comprensorio oppure a una cultivar di riferimento. Degno d'interesse è anche l'autofertilità (o autocompatibilità), che mostra se, ed eventualmente in quale misura, il polline autoprodotto sia adatto a fecondare i fiori della pianta stessa.

## Caratteri tecnologici
Definiscono la valenza di una cultivar sotto l'aspetto sia agronomico sia industriale. Questi caratteri non sono invarianti perché possono essere condizionati sensibilmente da fattori tecnici e ambientali, tuttavia molte cultivar possono emergere per particolari predisposizioni.
Fra i caratteri agronomici sono di particolare interesse la rusticità, l'autofertilità, la suscettibilità alle principali avversità (mosca, rogna, occhio di pavone, tignola).
Fra i caratteri industriali sono importanti la resa in olio per le cultivar da olio e la resistenza alle manipolazioni per le cultivar da mensa. È presumibile che in futuro ci possa essere una caratterizzazione che prenda in esame le correlazioni fra le cultivar e gli aspetti qualitativi della trasformazione in olio (dietetici e organolettici).

## Cultivar italiane
L'Italia vanta il maggior numero di cultivar di olivo al mondo: circa 540, che rappresentano il 40% delle cultivar di olivo presenti al mondo; hanno per la maggior parte un areale circoscritto e sono poche quelle diffuse su più regioni. Un elemento di caratterizzazione pertanto è la regione di origine. Dalle liste regionali sono escluse alcune cultivar di diffusione interregionale in quanto largamente utilizzate come impollinatrici.

### Cultivar a diffusione nazionale
- Frantoio
- Leccino
- Maurino
- Moraiolo
- Pendolino
- Favolosa (Fs-17)
- Don Carlo
- Giulia

Abruzzo
- Castiglionese
- Cucco
- Dritta
- Gentile di Chieti
- Olive intosso
- Monicella
- Carpinetana
- Morella
- Nebbio di Chieti
- Olivastro abruzzese
- Raja
- Toccolana (sin. Police)
- Tortiglione
- Crognalegna
- Gentile dell'Aquila o (rusticana dell'Aquila)

Basilicata
- Carolea
- Cima di Melfi
- Coratina
- Majatica di Ferrandina
- Nostrale (sin. Ogliarola)
- Ogliarola del Bradano
- Ogliarola del Vulture
- Palmarola o Fasolina
- Rapollese di Lavello

Calabria
- Borgese
- Carolea

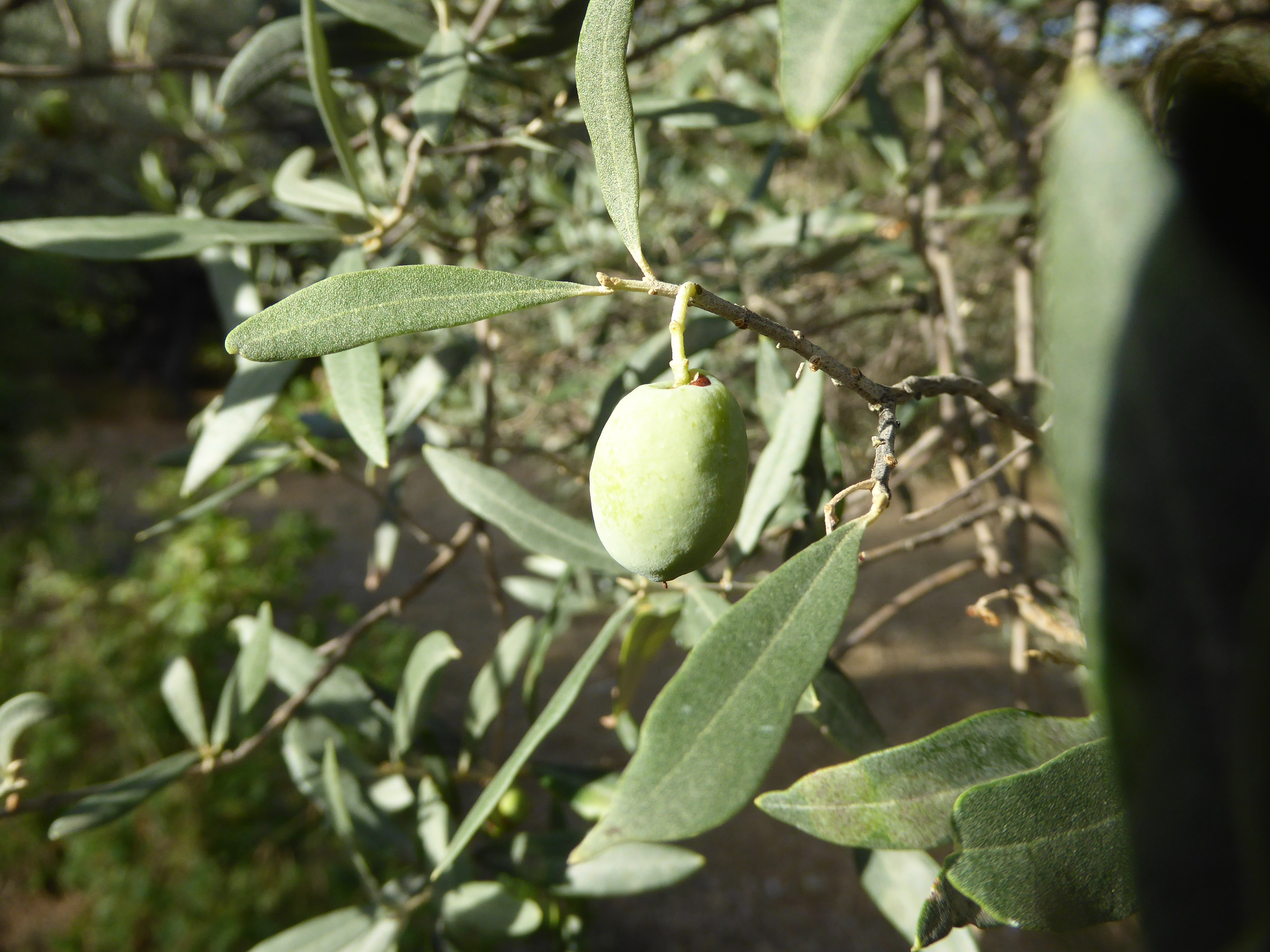
Oliva di olivo di varietà geracese o Grossa di Gerace (agosto 2022)

- Cassanese (sin. Grossa di Cassano)
- Ciciarello
- Crimbitè
- Dolce di Rossano
- Grossa di Gerace
- Mafra
- Muzzolè
- Napoletana
- Ogliara
- Ottobratica
- Pennulara
- Policastrese
- Rossanese
- Sinopolese
- Spagna
- Tombarello
- Tonda di Strongoli
- Tondina o Roggianella
- Zinzifarica

Campania
Emilia-Romagna
- Bianello
- Capolga di Romagna
- Carbunciòn di Carpineta
- Colombina (o Colombaia o Colombino)
- Coreggiolo di Villa Verucchio
- Coreggiolo Pennita
- Cortigiana
- Fiorano
- Frantoio di Villa Verucchio
- Ghiacciolo o (Ghiacciolo Casalinetto)
- Grappuda
- Leccino
- Moraiolo
- Montelocco
- Montericco
- Nostrana di Brisighella
- Nostrana di Brisighella Casalino
- Nostrana di Brisighella Conversello
- Orfana
- Quarantoleto
- Rossina
- Selvatico

Friuli-Venezia Giulia
- Bianchera (sin. Belica)
- Buga
- Carbona

Lazio
- Canino (o Caninese)
- Carboncella
- Itrana
- Olivago
- Olivastrone
- Raja
- Rosciola
- Frantoio (olivo)
- Leccino
- Morcone
- Morchione

Mennonia 
Liguria
- Arnasca (sin. Pignola di Arnasco)
- Castelnovina
- Colombaia (o Colombara o Colombina)
- Cozzanina
- Frantoio
- Lantesca
- Lavagnina
- Leccino
- Liccione
- Mattea
- Merlina
- Mortina
- Negrea (o Negrera)
- Olivastrone
- Olivotto
- Pignola (sin. Pinola)
- Prempesa
- Razzola
- Rondino
- Rossese
- Taggiasca
- Toso

Lombardia
- Casaliva
- Gargnano
- Frantoio
- Grignano
- Miol
- Negrel
- Sbresa
- Miniol

Marche
- Ascolana dura
- Ascolana tenera
- Canino
- Carboncella
- Cornetta
- Coroncina
- Dritta
- Oliva grossa
- Lea
- Leccio del Corno
- Mignola
- Nebbia del Menocchia
- Orbetana
- Piantone di Falerone
- Piantone di Mogliano
- Raggia
- Raggiola
- Rosciola
- Sargano di Fermo
- Sargano di san Benedetto
- Frantoio
- Leccino

Molise
- All'acqua di Montenero
- Aurina di Venafro
- Cerasa di Montenero
- Gentile di Larino
- Gentile di Mafalda
- Oliva nera di Colletorto
- Olivastro
- Olivastra di Montenero
- Olivetta nera
- Paesana bianca
- Rosciola
- Saligna di Larino
- Sperone di gallo

Piemonte
- Ascolana tenera
- Bianchera
- Borgiona
- Carboncella
- Carolea
- Casaliva
- Coratina
- Frantoio
- Grignano (o Grignan)
- Leccino
- Leccio del Corno
- Maurino
- Moraiolo
- Nostrana di Brisighella (o Nostrale di Brisighella)
- Pendolino
- Picholine
- Sant'Agostino
- Taggiasca
- Tonda Iblea

Puglia
- Bambina di Gravina
- Bella di Cerignola
- Carolea
- Cellina Barese
- Cellina di Nardò
- Cima di Bitonto
- Cima di Mola
- Ciliero
- Cipressino
- Coratina (sin. Racioppa)
- Leccese
- Massafrese
- Monopolese
- Nasuta
- Ogliarola Garganica
- Ogliarola Salentina
- Oliva Cerignola
- Pizzuta
- Peranzana (sin. Provenzale)
- Rotondella
- Sant'Agostino
- Termite di Bitetto

Sardegna
- Bosana (sin. Vari)
- Cariasina
- Cipressino (sin. Frangivento)
- Corsicana
- Nera di Gonnos (sin. Tonda di Cagliari)
- Nera di Oliena (sin. Vari)
- Ogliastrino
- Olieddu
- Pibireddu
- Pizz'e carroga (sin. Bianca)
- Semidana
- Sivigliana

Sicilia
- Aitana
- Biancolilla
- Brandofino
- Bottone di Gallo
- Buscionetto
- Carolea
- Calamignara
- Calatina
- Cavalieri
- Castriciana
- Cerasuola
- Crasto
- Giarraffa
- Mandanici
- Moresca
- Minuta
- Murtiddara
- Nasitana
- Nerba
- Nocellara del Belice
- Nocellara etnea
- Nocellara Messinese
- Ogliarola Messinese
- Ottobratica
- Passulunara
- Piricuddara
- Santagatese
- San Benedetto
- Tonda Iblea
- Vaddarica
- Verdello
- Verdese

Toscana
- Albatro[8]
- Allora[8]
- Americano
- Apollo (cultivar brevettata)
- Arancino[8]
- Belmonte
- Bianca di Cicignano[8]
- Bianca di Gorgona[8]
- Ciliegino[8]
- Colombana[8]
- Colombino[8] (o Colombaia o Colombina)
- Coreggiolo[8]
- Cucca[8]
- Cuoricino[8]
- Da Cuccare[8]
- Diana (cultivar brevettata)
- Emilia[8]
- Filare[8]
- Frantoio[8]
- Frullino di Vaiano[8]
- Giogolino[8]
- Grappolo[8]
- Gremigna Tonda[8]
- Gremigno di Fauglia[8]
- Gremignolo di Bolgheri[8]
- Gremignolo
- Grossaio[8]
- Grossolana[8]
- Lastrino[8]
- Larcianese
- Lazzero[8]
- Lazzero delle Guadalupe[8]
- Lazzero di Prata[8]
- Lazzero Pratigiano[8]
- Leccino[8]
- Leccio del Corno[8]
- Leccio Maremmano[8]
- Leccione[8]
- Ligustro[8]
- Madonna dell'Impruneta[8]
- Madremignola[8]
- Mansino[8]
- Maremmano[8]
- Marzio
- Maurino[8]
- Melaiolo[8]
- Mignolo[8]
- Mignolo Cerretano[8]
- Minerva (cultivar brevettata)
- Minuta di Chiusi[8]
- Moraiolo[8]
- Morcaio[8]
- Morchiaio[8]
- Morchione[8]
- Morcone[8]
- Moro di Cicignano[8]
- Mortellino[8]
- Olivastra
- Olivastra di Suvereto[8]
- Olivastra Populonia[8]
- Olivastra Seggianese
- Olivo del Mulino[8]
- Olivo della Strega[8]
- Olivo di Casavecchia[8]
- Olivo di Cerreto[8]
- Olivo di San Lorenzo[8]
- Olivone di Prato[8]
- Olivone Semproniano[8]
- Ornellaia[8]
- Ogliarola Seggianese
- Olivo Bufalo
- Pendagliolo[8]
- Pendolino[8]
- Pesciatino[8]
- Piangente[8]
- Punteriolo
- Punteruolo[8]
- Puntino[8]
- Pitursello
- Quercetano
- Quercetana[8]
- Razzio
- Razzo
- Rosino[8]
- Rosellino
- Rossellino Cerretano[8]
- Rossello[8]
- Rossino Castagneto Carducci[8]
- Salicino[8]
- San Donato[8]
- San Francesco[8]
- Santa Caterina[8]
- Scarlinese[8]
- Selvatica Tardiva[8]
- Tisignana[8]
- Tondello[8]
- Tosca 07 (cultivar brevettata)
- Zeus (cultivar brevettata)

Trentino-Alto Adige
- Casaliva
- Favarol
- Fort
- Lezzo
- Morcai
- Razza
- Rossanel
- Trep

Umbria
- Ascolana tenera
- Borgiona (Borsciona, Morcona)
- Dolce Agogia
- Limona (Mignolo)
- Nostrale di Rigali
- Pocciolo
- Raggio (sin. Rajo)
- San Felice
- Tendellone (Fecciaro)
- Vocio

Veneto
- Casaliva (sin. Drizzar)
- Favarol
- Fort
- Grignano
- Leccio del Corno
- Lezzo
- Padanina
- Matosso
- Morcai
- Rasara
- Razza
- Rondella
- Rossanel
- Tonda di Villa
- Trep

## Cultivar nel mondo

### Francia
- Aglandau (sin. Verdale de Carpentras, Berruguette)
- Amellau
- Amygdalolia
- Boutellain
- Cailletier
- Cayon
- Cipressino
- Germaine
- Grossane
- Lucques
- Olivière
- Picholine
- Sabine
- Salonenque (sin. Plant de Salon)
- Tanche (sin. Nyons)
- Zinzala

### Grecia

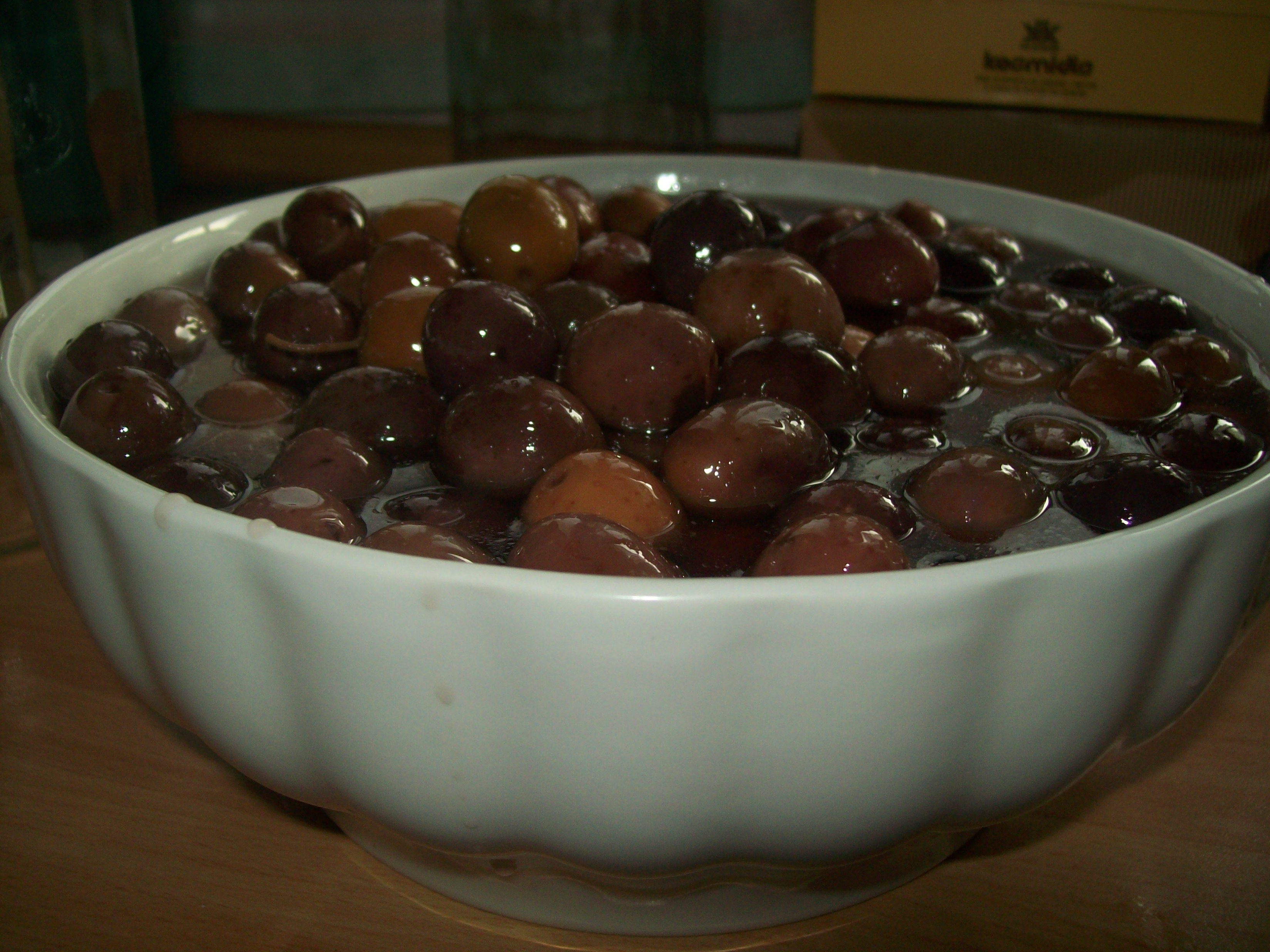
Una ciotola di olive greche

### Maghreb

#### Algeria
- Azradj
- Blanquette de guelma
- Bouchouk
- Bouricha
- Chemlali
- Rougettede mitidja
- Sigoise

#### Marocco
- M'slalla

#### Tunisia
- Barouni
- Besberi
- Bith el Haman
- Chemlali
- Chemlali di Gafsa
- Chemlali di Sfax
- Chetui
- Gerboua
- Limli
- Limouni
- Meski
- Oueslati
- Zalmati
- Zarasi

### Penisola Iberica

#### Portogallo
- Azeiteira
- Blanqueta
- Carrasquenha
- Cobrançosa
- Cordovil
- Galega
- Lentisca
- Madural
- Negrinha
- Redondil
- Verdeal

#### Spagna
- Alfafara
- Arbequina
- Blanqueta
- Cacereña
- Callosina
- Cañivano blanco
- Cañivano negro
- Carrasqueño
- Carrasqueño de Alcaudete
- Carrasqueño de la Sierra
- Changlot reial
- Cornicaba
- Cornezuelo
- Empeltre
- Farga
- Gordal sevillana
- Hojiblanca
- Lechìn
- Manzanilla
- Morrut
- Negral
- Nevadillo negro
- Nevadillo blanco
- Nevado azul
- Oblonga
- Pico limòn
- Picudo
- Palomar Olesana
- Picual
- Rapasayo
- Sevillenca
- Verdial de Alcaudete
- Verdial de Badajoz
- Verdial de Huevar
- Verdial de Velez-Málaga
- Verdiell
- Vilallonga

### Vicino Oriente

#### Israele
- Barnea
- Maalot
- Nabali (sin. Baladi)
- Kadesh
- Kadeshon
- Sde Eliyahu
- Lavee
- Merhavia
- Sepoka
- Souri

#### Iraq
- Bashiqi
- Khastawe

#### Libano
- Souri
- Ayrouni
- Baladi
- Smoukmouki
- Shami
- Shetawi

#### Palestina
- Nabali (sin. Baladi)

#### Siria
- Abou-Satl
- Doebli
- Kaissy
- Sorani
- Souri
- Zaity

#### Turchia
- Ayvalik
- Domat
- Edremit
- Erkence
- Gemlik
- Imzir
- Memecik
- Memeli
- Sofralik
- Uslu